# ايفار مالميكوسكي
ايفار مالميكوسكي (بالفنلندية: Ivar Malmikoski)‏ (2 مايو 1927 – 25 يناير 2010) هو ملاكم فنلندي راحل، مثّل بلاده في الألعاب الأولمبية الصيفية 1952.

## روابط خارجية
ايفار مالميكوسكي على موقع أوليمبيديا (الإنجليزية)